# The Open Championship 1990
De 119e editie van het Brits Open werd van 19-22 juli gespeeld op de Old Course van de St Andrews Links.
Er deden twaalf voormalige winnaars mee: Nick Faldo (1987), Sandy Lyle (1985), Jack Nicklaus (1966, 1970, 1978), Greg Norman (1986), Lee Trevino (1971, 1972)  haalden de cut,  Severiano Ballesteros (1979, 1984, 1988), Mark Calcavecchia (1989), Bob Charles (1963), Arnold Palmer (1961, 1962), Gary Player (1959, 1968, 1974), Tom Watson (1975, 1977, 1980, 1982, 1983) en Tom Weiskopf (1973) kwalificeerden zich niet voor het weekend.
Na de eerste ronde stonden Greg Norman en de niet erg bekende Michael Allen aan de leiding met -6, gevolgd door Nick Faldo, die in ronde 2 een score van 65 (-7) binnenbracht en met Norman de leiding deelde. Norman scoorde 76 in ronde 3 zodat Faldo met een voorsprong van vijf slagen aan de vierde ronde begon. In de laatste ronde kwam zijn overwinning niet meer in gevaar en behaalde zo zijn tweede triomf in dit toernooi.

## Top-10
| NR | Speler          | Score           | Score | Prijs (£) |
| -- | --------------- | --------------- | ----- | --------- |
| 1  | Nick Faldo      | 67-65-67-71=270 | –18   | 85.000    |
| T2 | Mark McNulty    | 74-68-68-65=275 | –13   | 60.000    |
| T2 | Payne Stewart   | 68-68-68-71=275 | –13   | 60.000    |
| T4 | Jodie Mudd      | 72-66-72-66=276 | –12   | 40.000    |
| T4 | Ian Woosnam     | 68-69-70-69=276 | –12   | 40.000    |
| T6 | Ian Baker-Finch | 68-72-64-73=277 | –11   | 28.500    |
| T6 | Greg Norman     | 66-66-76-69=277 | –11   | 28.500    |
| T8 | David Graham    | 72-71-70-66=279 | –9    | 22.000    |
| T8 | Donnie Hammond  | 70-71-68-70=279 | –9    | 22.000    |
| T8 | Steve Pate      | 70-68-72-69=279 | –9    | 22.000    |
| T8 | Corey Pavin     | 71-69-68-71=279 | –9    | 22.000    |

Vanaf 1970:
1970 ·
1971 ·
1972 ·
1973 ·
1974 ·
1975 ·
1976 ·
1977 ·
1978 ·
1979 ·
1980 ·
1981 ·
1982 ·
1983 ·
1984 ·
1985 ·
1986 ·
1987 ·
1988 ·
1989 ·
1990 ·
1991 ·
1992 ·
1993 ·
1994 ·
1995 ·
1996 ·
1997 ·
1998 ·
1999 ·
2000 ·
2001 ·
2002 ·
2003 ·
2004 ·
2005 ·
2006 ·
2007 ·
2008 ·
2009 ·
2010 ·
2011 ·
2012 ·
2013 ·
2014 ·
2015 ·
2016 ·
2017 ·
2018 ·
2019 ·
2020